# Хімічна технологія

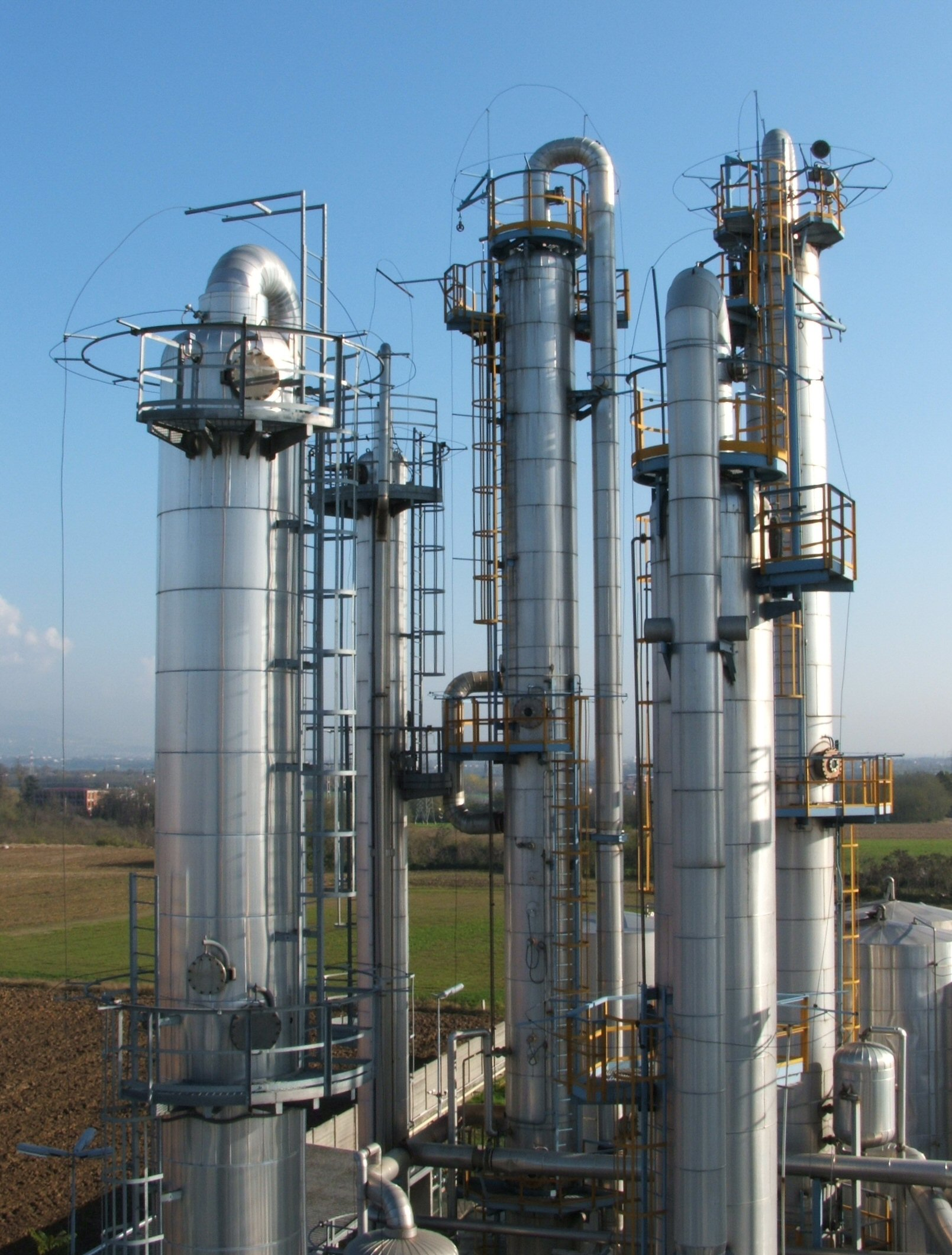
Ректифікаційна колона

Хімі́чна техноло́гія (англ. chemical engineering, нім. chemische Technologie f) — прикладна наука, що вивчає способи та процеси виробництва продуктів (предметів споживання та засобів виробництва), що відбуваються за участю хімічних перетворень технічно, економічно та соціально доцільним шляхом.

## Загальний опис
Предметом вивчення хімічної технології як науки є хімічне виробництво, метою вивчення — створення доцільного способу необхідних продуктів. Хімічна технологія використовує експериментальний метод дослідження, а також моделювання та системний аналіз.
Хімічна технологія використовує знання з різних розділів хімії (загальної, неорганічної, органічної, фізичної та багатьох інших хімій), фізики, механіки, економіки тощо, оскільки вона базуються на встановленні взаємодії багатьох явищ. Методи хімічної технології широко використовуються і в нехімічних галузях промисловості — металургії, енергетиці, будівництві, електроніці, транспорті та інших.

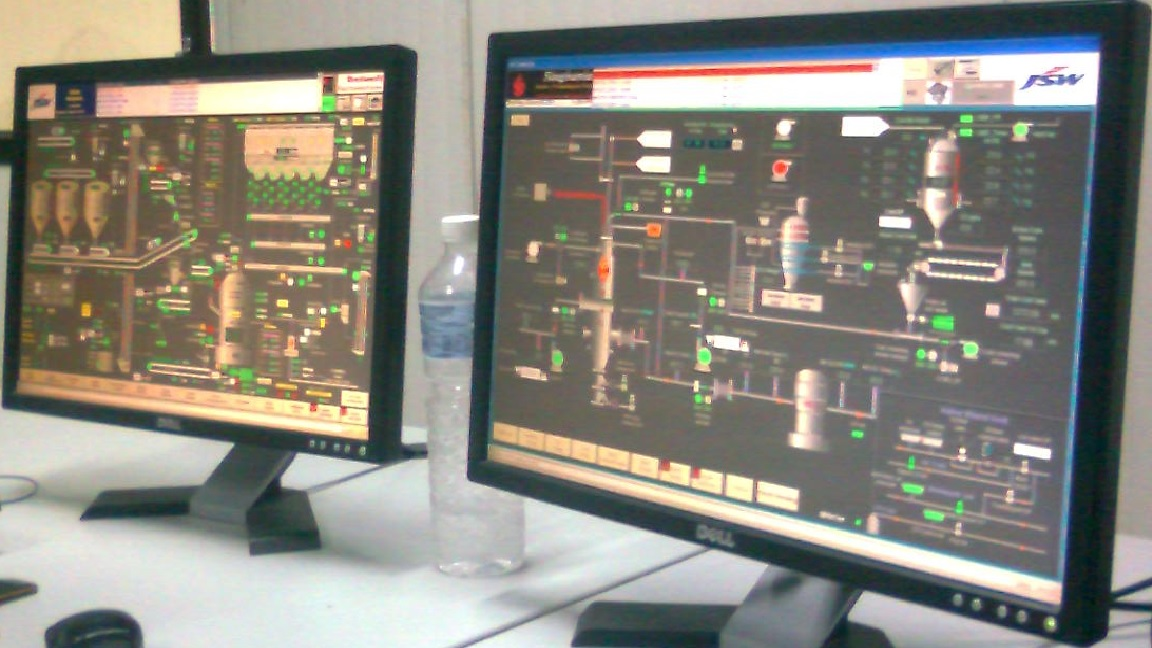
При керуванні хімічними технологіями використовують комп'ютерні мнемосхеми

Неорганічна хімічна технологія включає переробку мінеральної сировини (хімічне збагачення), одержання кислот, лугів, мінеральних добрив; органічна технологія — переробку нафти, вугілля, природного газу тощо, одержання синтетичних полімерів, барвників, лікарських засобів тощо.
Опис процесів хімічної технології оснований на законах термодинаміки, переносу кількості руху, теплоти і маси, хімічної кінетики. При проектуванні хімічних технологічних процесів і технічних засобів для їх здійснення визначають:
1. матеріальні потоки речовин, що переробляються;
2. енергетичні затрати на процеси;
3. тривалість процесів, розміри машин і механізмів.